# Ranunculus caulescens
Ranunculus caulescens är en ranunkelväxtart som beskrevs av Hj. Eichl.. Ranunculus caulescens ingår i släktet ranunkler, och familjen ranunkelväxter. Inga underarter finns listade i Catalogue of Life.